# Hans Zacharias von Rochow
Hans Zacharias II. von Rochow (auch Rochau) (* 23. Oktober 1603 in Grüneiche bei Brandenburg an der Havel; † 7. November 1654 in Heidelberg) war ein deutscher Geheimrat, Kanzler und Premierminister.

## Leben
Er war der vierte Sohn von Wolff Dietrich I. von Rochow (1577–1653) und dessen Frau Margaretha geb. von Levetzow. Von Rochow studierte 1620 in Frankfurt/Oder und nahm erst am niederländischen, dann am schwedische Kriegsdienst teil, verließ aber das Heer, als Gustav II. Adolf von Schweden Mark Brandenburg, sein Heimatland bedrohte, obgleich ihm der König große Versprechungen machte und ihm ein Regiment anbot.
Von Rochow nahm die Stelle als Geheimer Rat im Dienst des Herzogs Albrecht von Mecklenburg-Strelitz an, der ihn mit mehreren Gesandtschaften betraute. Nach dem Tode des Herzogs führte er den Vorsitz bei den Landesgeschäften des letzten Grafen von Holstein-Pinneberg, Otto V. von Schaumburg, und war von 1639 bis 1640 Landdrost der Grafschaft Holstein-Pinneberg, aus der die Herrschaft Pinneberg hervorging. Nach Ottos Tod ordnete er die sehr verwogenen Erbangelegenheiten und leitete später auch eine Zeit lang die Geschäfte der verwitweten Herzogin von Lauenburg und ging zuletzt in die Dienste des Kurfürsten Karl I. Ludwig von der Pfalz, der ihn zum Wirklichen Geheimen Rat, Kanzler und Premierminister ernannte.
Hans Zacharias von Rochow war verheiratet mit Elisabeth Lopez de Villa-Nova (1630–1677) und war Mitglied der Fruchtbringenden Gesellschaft mit dem Gesellschaftsnamen Der Trucknende. Das Ehepaar hatte nach der Rochowschen Familienchronik von 1861 elf Nachkommen, vier Töchter und sieben Söhne. Von den Söhnen sind der dänische Oberst Martin Ferdinand, der Kammergerichtsrat Hans Albrecht II., der Gutsbesitzer Otto Edmund (kath.) sowie der hessische Staatsminister Samuel Friedrich besonders zu nennen.